# Bekenntnis
Bekenntnis nennt man die individuelle oder repräsentative offene Äußerung oder das Öffentlichmachen eines den Akteur oder eine Gruppe betreffenden Sachverhaltes, insbesondere als Beteuerung, Emphase, Erklärung, Gelöbnis oder Versprechen.

## Recht und Kriminalistik
Im rechtlichen Bereich spricht man dabei eher von Geständnis, im kriminalistischen Bereich allerdings wird ein schriftliches Geständnis vor einer Festnahme als Bekennerschreiben bezeichnet. 
Insbesondere im Einbürgerungsrecht wird als Voraussetzung für den Erwerb der deutschen Staatsangehörigkeit ein Bekenntnis zur freiheitlichen demokratischen Grundordnung verlangt (vgl. § 10 Abs. 1 StAG). Nach der Rechtsprechung muss dieses Bekenntnis der Wahrheit entsprechen und kann daher nicht unter einem inneren Vorbehalt abgegeben werden.

## Religion und Weltanschauung
Unter der Kurzform Bekenntnis firmieren auch alle verbindenden, religiösen oder weltanschaulichen Glaubensbekenntnisse und die daraus resultierenden Konfessionen (Bekenntnisgemeinschaft), Schriften oder Institutionen (Bekenntniskirche, Bekenntnisschule). 
Im Geltungsbereich der Erklärung der Menschenrechte der Vereinten Nationen gilt Bekenntnisfreiheit (Religions- und Weltanschauungsfreiheit), einschließlich der Möglichkeit zur Bekenntnislosigkeit (Konfessionslosigkeit).
In verschiedenen Religionen, vor allem aber im Christentum steht der Begriff Bekenntnis auch für das  Schuldbekenntnis als Eingeständnis der persönlichen oder kollektiven Schuld vor Gott.

## Redewendungen und umgangssprachliche Verwendung
Das Bekenntnis oder der Vorgang des Bekennens ist auch Gegenstand zahlreicher Redewendungen, zum Beispiel als Lippenbekenntnis oder beim Farbebekennen.
Im Zusammenhang mit dem Coming-out, vor allem als öffentlicher Äußerung, wird auch heute noch gelegentlich von einem Bekennen zur sexuellen Identität gesprochen.